# Bastion no 1
Le bastion no 1 est un élément subsistant de l'ancienne enceinte de Thiers, situé dans le 12e arrondissement de Paris.

## Localisation
Le bastion est situé en contrebas du boulevard Poniatowski (au 117 bis), dans le sud-est du 12e arrondissement de Paris. Il est séparé de la Seine par le quai de Bercy et du reste de l’échangeur de la porte de Bercy par la rue Robert-Etlin, qui le contourne sur plus de la moitié de son pourtour.
Pour y accéder : bd Poniatowski en marchant sur le côté gauche vers le 13e : descendre l'escalier juste avant le pont national et tourner à gauche en bas

## Historique
Le bastion no 1 apparaît lors de la construction de l’enceinte de Thiers, entre 1841 et 1845. À la destruction de celle-ci, en 1919, le bastion est l'un des rares éléments à ne pas être démantelé.
Le bastion est inscrit monument historique le 21 mai 1970.